# Marginalskat
Marginalskat er den forøgelse i skattebetalingen, der skal betales af en øget indtægt. Dette udtrykkes ofte som: "Skatten på den sidst tjente krone". Betegnelsen marginalskat benyttes mest i forbindelse med personlig indkomstbeskatning og angives normalt som en procentsats, marginalskatteprocenten. Da de fleste indtægter indgår i den skattepligtige indkomst, har marginalskattens størrelse betydning for, hvor fordelagtigt det er for en skatteyder at øge sin indtægt.

## Adfærdsvirkninger af marginalskat
Marginalskatten på arbejdsindkomst er en af de faktorer, der påvirker, hvor meget ens disponible realindkomst stiger som følge af en (lille) ekstra indtjening. Dermed har den også ifølge en række danske og internationale undersøgelser betydning for, hvor meget folk ønsker at arbejde (se diskussionen under marginalindkomst). Marginalskattens størrelse for forskellige indkomstgrupper og i sammenhæng hermed progressionen i skattesystemet er således et centralt tema i spørgsmålet om skattesystemets afvejning mellem efficiens- og fordelingshensyn (se diskussionen under skat).
Tilsvarende kan marginalskatten på kapitalindkomst påvirke, hvor meget man ønsker at spare op.

## Marginalskat i Danmark
I det danske skattesystem anvendes progressiv beskatning, dvs. at højere indkomster beskattes forholdsvis mere end lavere. Dermed stiger marginalskatten, når en skatteyder bevæger sig over et af progressionstrinene i det personlige indkomstskattesystem. Personer, der betaler topskat, har således en noget højere marginalskat end personer, der ikke betaler topskat.
I Danmark var den gennemsnitlige marginalskat for alle skattepligtige personer i 2016 på 38,9 % for personlig indkomst, hvoraf der betales 8 % arbejdsmarkedsbidrag. For kapitalindkomst var den gennemsnitlige marginalskat 30,7 %. Knap 11 % af skatteyderne havde en marginalskat for arbejdsindkomst på over 50 %.

## Udviklingen i Danmark siden 2000
I de seneste årtier er marginalskatten i Danmark blevet nedsat for forskellige grupper adskillige gange. Grænsen for at betale mellemskatten er således gradvis blevet forhøjet, og mellemskatten blev helt fjernet med virkning fra 2010. I såvel 2009- som i 2012-skattereformen besluttedes det at hæve grænsen for, hvornår man skal begynde at betale topskat.